# Nzimbi Ngbale
Étienne Nzimbi Ngbale Kongo wa Bassa, né à Libenge le 6 décembre 1944 et mort à Bruxelles le 28 septembre 2005, est un général zaïrois faisant partie de la garde présidentielle de Mobutu Sese Seko dont il est le cousin, commandant de la brigade spéciale présidentielle puis division spéciale présidentielle, basée dans la zone de Ngaliema à Kinshasa dans le camp du Colonel-Tshatshi.

## Biographie
Il a commencé sa carrière militaire dans les années 1960 et commande dès les années 1970, après un stage dans l'armée israélienne, la brigade spéciale présidentielle, devenue plus tard division spéciale présidentielle dont il prendra le commandement.
À la chute du régime de Mobutu, il fuit vers Brazzaville en bateau le 16 mai 1997,.